# Федорцов, Алексей Иванович
Алексей Иванович Федорцов (1894, Даниловка, область Войска Донского — 21 октября 1982, Саратов) — участник Первой мировой войны, революционер, участник Гражданской войны, советский общественный деятель и учёный, директор Саратовского юридического института им. Д. И. Курского (1934—1937).

## Биография
Родился селе Даниловке (ныне — Волгоградской области).
В 1915—1917 годах служил в царской армии, участвовал в боях на фронтах Первой мировой войны. За агитационную деятельность приговаривался полевым судом к расстрелу. В 1917 году вернулся в родное село, где стал одним из организаторов красногвардейских отрядов из фронтовиков и бедноты. В марте 1918 года вошёл в состав Донского Военно-Революционного комитета (глава – Ф. Г. Подтелков), в том же году принят в члены РКП(б), принял участие в сражениях на фронтах Гражданской войны. После окончания Гражданской войны работал комиссаром почт и телеграфа в городе Михайловка Царицынской нубернии.
С 1925 года учился в Саратовском университете на факультете хозяйства и права. По окончании университета работал в органах ОГПУ, впоследствии на преподавательской работе в вузах Саратова. Некоторое время был директором Саратовского сельскохозяйственного института, затем, в разгар коллективизации, был избран председателем крайкома профсоюза рабочих машинно-тракторных станций.
В 1934—1937 годах по указанию народного комиссара юстиции РСФСР Н. В. Крыленко был директором Саратовского юридического института им. Д. И. Курского.
В 1937 году план приёма по всем юридическим институтам оказался невыполненным на 51 человека, 18 из них пришлось на Саратовский юридический институт. Управление учебными заведениями НКЮ СССР расценило это как преступную халатность, Федорцов был исключен из партии и уволен с поста директора.
В 1942 году в связи с возникновением непосредственной угрозы городу в Саратове была создана стрелковая дивизия народного ополчения, командиром которой был назначен военный руководитель СЮИ К. И. Рыбалко, начальником политотдела — А. И. Федорцов (начальником штаба одного из полков — преподаватель Р. Х. Хрулинский-Бурбо). Ополченцы восстанавливали разрушенные дороги и мосты, строили укрепления, прокладывали коммуникации. Главной же задачей была подготовка пополнения для фронта.
В 1950 году защитил диссертациюи на соискание учёной степени кандидата экономических наук на тему «Месторождение баскунчакской соли и его значение в народном хозяйстве СССР». Работал доцентом Саратовского экономического университета.
Умер и похоронен в Саратове.

## Семья
- Отец — Федорцов, Иван (1864, Даниловка — 1936, там же).
- Мать — Федорцова Наталья.
  - Брат — Федорцов, Иван Иванович (1896, Даниловка — 1990, Волгоград) — военный.
  - Брат — Федорцов, Василий Иванович (1891, Даниловка — 1919, там же) — матрос.
  - Сестра — Федорцова, Александра Ивановна.

## Награды
- Орден Красного Знамени (28 октября 1967.)[4]
- Ударник четвертого года второй пятилетки (январь 1936 г.)[5]

## Избранные публикации

### Авторефераты диссертаций
- Федорцов А. И. Месторождение баскунчакской соли и его значение в народном хозяйстве СССР. Автореф. дис. … канд. эконом. наук. — Саратов: Саратовский экономический институт, 1950. — 10 с.

### Книги
- Федорцов А. И. Рядом с Подтёлковым / литер. запись Б. И. Авилов. — Саратов: Приволжское кн. изд-во, 1974. — 94 с. — 10 000 экз.
- Федорцов А. И. Пламя в междуречье: Воспоминания / литер. запись В. Н. Резников. — Волгоград: Нижневолжское кн. изд-во, 1982. — 192 с. — 5000 экз.

### Статьи
- Федорцов А. И. Саратовский юридический институт // Советская юстиция. — 1937. — № 16. — С. 40-42.
- Федорцов А. И. Вставай, страна огромная // Страницы мужества: [Сборник очерков о Героях Советского Союза, кавалерах ордена Славы] / сост. И. М. Степанов, Н. А. Шевяков, П. А. Волков. — Саратов: Приволж. кн. изд-во, 1983. — 223 с.
- Федорцов А. И. Запишите меня в ополчение… // Встать в строй: [Сборник]. / сост. В. Масян. — Саратов: Приволж. кн. изд-во, 1980. — 207 с. — (Библиотечка допризывника).